# پوتاو (اکلاهما)
پوتاو(به انگلیسی: Poteau) شهری در ایالت اکلاهما کشور ایالات متحده آمریکا است که جمعیت آن در سرشماری سال ۲۰۱۰ میلادی، ۸٬۵۲۰ نفر بوده‌است.